# Stan Stennett
Stanley L. "Stan" Stennett (30 de julio de 1925 - 26 de noviembre de 2013) fue un comediante, actor y músico de jazz galés.
Stennett nació en Cardiff. Durante la Segunda Guerra Mundial, sirvió en el ejército y también trabajó como animador. Hizo su debut profesional con un grupo llamado Harmaniacs. Más tarde se convirtió en comediante residente en un programa de radio, Welsh Rarebit, pero se retiró luego de ser elegido como uno de los invitados de la comedia ordinaria en The Black and White Minstrel Show.
Stennett era amigo de Eric Morecambe, y acogió el show que iba a ser la presentación final de Morecambe, el 27 de mayo de 1984, inmediatamente después de la cual Morecambe murió de un ataque al corazón. Él tocaba la trompeta y la guitarra, y en sus ochenta años aún se presentaba en el escenario. Su autobiografía, Fully Booked, fue publicada en 2010.
Stennett murió en el hospital en Cardiff el 26 de noviembre de 2013, a la edad de 88 años.